# 2024 XA1
2024 XA1（旧称C0WEPC5）とは、2024年12月3日16時15分（GMT）にツングースカ大爆発の衝突地点から東に約 1,000 km 離れたオレクミンスク市付近に落下した小型の隕石である。これは、予測が成功した11番目の天体衝突であり、2024年では4番目の天体衝突である。2024 XA1の衝突は、シベリアのヤクート地方の多くの人々によって目撃された。

## 概要
2024 XA1は、アメリカのアリゾナ州にあるキットピーク国立天文台で発見された。発見から衝突までの時間は約12時間である。発見から衝突までの時間は2008 TC3に次いで2番目に短い。
2024 XA1は東シベリア上空で火球となって爆発し、人口の少ないこの地域の多くの人々の目に留まった。現在、隕石はまだ発見されていないが、この地域の森林の奥地にあると推測されている。